# Коичи Тохей
Коичи Тохей е айкидо учител носител на 10-и дан, основател на „Ки-общество“ и съответния стил айкидо наречен Шин Шин Тойцу Айкидо (буквално „айкидо с обединени ум и тяло“), по-неформално известен като „Ки-Айкидо“.

## Айкидо
Коичи Тохей е роден 1920 г. в токийския квартал Шитая (днес Тайто). Като дете бива крехък и болнав, което накарало баща му да препоръча тренировки по джудо. Той тренира усърдно и тялото му укрепва, но скоро след това по време на подготовката му за колежа той се разболява от плеврит и това налага една година почивка.
Измъчван от загубата на новооткритата си сила той решава да замени джудото със Зен медитация и мисоги практика Ичикукай доджо в Токио. Както и при джудото Тохей навлиза с плам в практиките и скоро се отличава въпреки сериозните здравни проблеми. След като се възстановява от плеврита Тохей е убеден, че усилената работа с ума и развиването на енергията ки е това което му е помогнало. По-късно това го подтиква да развие Киацу – система за лекуване на физически болести и неразположения чрез натискане с пръсти и излъчване на ки в тялото на болния. Тохей описва това като „зареждане на помпата“, позволяващо на човек да се излекува.
След своето възстановяване той се връща към заниманията с джудо, но търсейки нещо повече от физически тренировки той ги прекъсва при срещата си с айкидо. През 1940, когато е на 19 години Тохей последвал предложението на своя джудо инструктор Шохей Мори да се срещне с основателя на айкидо Морихей Уешиба.

## Военни години
През 1942 г. Коичи Тохей се дипломира в икономическия департамент на престижния Университет „Кейо“. През февруари 1944 след получаване на военно обучение Тохей е изпратен в окупиран Китай да води пехотна част. Тук под вражеския огън той осъзнава колко е важно успокояването на ума и фокусирането му в областта на долната част на корема („сейка но иттен“). Поради малкото и недостатъчни лекари във военните години Тохей разработва основите на това, което по-късно ще бъде наречено Киацу терапия чрез изпращане на енергия ки през пръстите. По това време достига и до формулирането на двата други принципа: „Излъчвай ки“ и „Отпусни се напълно“.

## Следвоенни години
От 1953 година Коичи Тохей получава задачата да въведе айкидо на Запад, започвайки с редовни пътувания до Хавай, континенталната част на САЩ и Европа. Това е първият път, когато основателят позволява айкидо да се преподава извън Япония. По тази причина Хавай става център за разпространението на айкидо в САЩ, а и до днес остава важно място за ки-айкидо. За годините си в Айкикай Тохей е преподавал на множество знаменити шихани: Хироши Тада, Садатеру Агикава, Сейго Ямагучи, Шигенобу Окумура, Казуо Чиба, Йошимицу Амада и Стивън Сегал.
През 1969 Тохей е помолен от Уешиба да приеме степен 10-и дан, което той приема след като неведнъж е отказвал подобно предложение. Най-високата степен в айкидо била 8-и дан, но поради практични и политически причини Морихей Уешиба ги увеличава.

## Създаване на Ки ни Кенкюкай
Събитията довели до разцепление между главните организации в айкидо – Айкикай и тази на Тохей започнали още със смъртта на основателя Уешиба през 1969. Неговият син Кишомару Уешиба наследява титлата Дошу. По това време главен инструктор на Хомбу доджо – щаб квартирата на Айкикай е Тохей и той запазва тази титла до официалното си отделяне през 1974 г.
Една от главните причини за конфликта възниква заради ударението, което Тохей поставя върху своите принципи на ки в айкидо. Той набляга върху тези принципи, като използва упражнения за развиване и тестване на ки в ежедневната айкидо практика. Той вече бил започнал да преподава своите нови идеи докато води тренировките в Хомбу доджо, но повечето инструктори не го правели. Някои от тях ги приемали, но повечето от старите инструктори и самият Кишомару не ги одобрявали. Те твърдо го съветвали да не ги преподава в Хомбу доджо. На това той отговаря, че има право да ги преподава извън главната квартира и точно така постъпва.
С това обаче остава напрежението между старите инструктори, които все още не били съгласни с подхода на Тохей. Това напрежение и неудовлетворението на Тохей кулминират през 1971 г. с основаването на Ки но Кенкюкай, чиято цел била да се представи развитието на ки в айкидо, но извън чадъра на Айкикай. Тези години на конфликт затвърждават решението на Тохей да се отдели от Айкикай в собствен „ки“ стил айкидо. На първи май 1974 Коичи Тохей официално се отделя от Айкикай и се концентрира върху новосъздадените ки-айкидо и ки-общество.
На 15 май 1974 г. Тохей изпраща писмо на английски и японски на повечето доджо в Япония и по света обясняващо причините за неговото напускане, както и плановете му за ки-айкидо и ки-обществото. Тохей бил високо уважаван от всички айкидока по света и напускането му било шок, след смъртта на Уешиба той бил смятан за най-изтъкнатия инструктор. Вследствие на това няколко доджо скъсват с Айкикай и се присъединяват към неговата организация. Новият стил е активен и днес макар че самият Тохей се оттегля от ежедневните дела на ки-айкидо и се насочва само към ки-обществото и развиването на ки.